# Stephen Ameyu Martin Mulla
Stephen Ameyu Martin Mulla (Ido, Ecuatoria Oriental, 10 de enero de 1964) es un prelado católico sursudanés. Desde 2019 se desempeña como arzobispo de Yuba.
El papa Francisco lo nombró cardenal el 30 de septiembre de 2023.

## Biografía
Mulla asistió al seminario menor de Torit de 1978 a 1981 y al de Wau de 1981 a 1983. Luego estudió brevemente en el Seminario Mayor Nacional de San Pablo, seguido de filosofía en el seminario de Bussere (Wau) de 1984 a 1987 y teología en Munuki (Yuba) de 1988 a 1991. Fue ordenado sacerdote para la diócesis de Torit el 21 de abril de 1991. Luego ocupó una variedad de tareas pastorales durante tres años.
De 1993 a 1997 estudió en la Pontificia Universidad Urbaniana, donde se doctoró en teología dogmática con una tesis titulada “Hacia el diálogo religioso y la reconciliación en Sudán”. Desde entonces hasta 2019 fue profesor y decano del Seminario Mayor Nacional San Pablo en Yuba. Impartió clases nocturnas en el Colegio Comboni para Adultos y Maestros de 1998 a 2000 y fue profesor y consultor de la organización sudanesa local para la no violencia y la democracia (SONAD) de 1999 a 2008. Fundó una ONG humanitaria local, la Asociación y Desarrollo de la Comunidad Horiok (HODA) en 2005 y trabajó allí como consultor y consejero durante cinco años. Trabajó en una capacidad similar para organizaciones de derechos de las mujeres de 2013 a 2016, y luego de 2016 a 2019 como vicerrector adjunto de Administración y Finanzas de la Universidad Católica de Sudán del Sur y subdirector del Instituto de Investigación Aplicada y Extensión Comunitaria allí.
El 3 de enero de 2019, el Papa Francisco lo nombró obispo de Torit, sede que llevaba cinco años sin obispo. Recibió su consagración episcopal el 3 de marzo de ese año de manos de Paulino Lukudu Loro, arzobispo de Yuba.
El 12 de diciembre de 2019, el Papa Francisco lo promovió a arzobispo de Yuba y fue instalado allí el 22 de marzo de 2020. Fue nombrado administrador apostólico de Torit el mismo día. Su nombramiento como arzobispo encontró cierta oposición, posiblemente vinculada a divisiones étnicas, que incluyeron cargos de influencia indebida e inadecuación, que el Papa Francisco revisó y, sin embargo, confirmó el nombramiento el 6 de marzo.
En enero de 2020 fue nombrado vicepresidente de la Conferencia Católica de Obispos de Sudán y Sudán del Sur.
También se desempeñó como administrador apostólico de la diócesis de Wau desde septiembre de 2020 hasta enero de 2021.
Fue el anfitrión de la visita del Papa Francisco a Sudán del Sur en febrero de 2023.
El 9 de julio de 2023, el Papa Francisco anunció que planeaba nombrarlo cardenal en un consistorio programado para el 30 de septiembre. En ese consistorio fue nombrado Cardenal-Presbítero de Santa Gemma Galgani.